# Ognobenus Trevisanus
Ognobenus Trevisanus, srednjovjekovni slikar. Polovinom 13. st. oslikao je grobljansku crkvu Sv. Vincenta u Svetvinčentu, u Istri. Potpisao se u južnoj apsidi. Uz uobičajene scene Kristološkog ciklusa naslikao je legendu o mučeništvu Sv. Vincenta. U sjevernoj i južnoj apsidi nalazi se nepotpuno sačuvan ciklus kalendara (rada po mjesecima). U polukaloti sjeverne apside prikazano je Krštenje Kristovo, u središnjoj apsidi Deisis, a u južnoj Maiestas virginis. 